# صبي حورانو
صبي حورانو (بالإنجليزية: Tad Horino)‏ هو ممثل أمريكي، ولد في 14 أغسطس 1921، وتوفي في 3 أكتوبر 2002 بلوس أنجلوس في الولايات المتحدة.

## وصلات خارجية
- صبي حورانو على موقع IMDb (الإنجليزية)
- صبي حورانو على موقع قاعدة بيانات الفيلم (الإنجليزية)